# Aún pienso en ti
«Aún Pienso en Ti» es una canción y el segundo sencillo del segundo álbum de estudio Año perfecto de la banda mexicana de pop Playa Limbo y que se lanzó en abril del 2010.

## Información general
La canción fue escrita la intérprete del grupo María León y la música de Jorge Corrales, Ángel Baillo y Servando Yáñez. La canción fue producida por Nacho Maño y Playa Limbo.
La letra de la canción habla sobre una relación que hacer dudar de la misma lealtad y confianza que se tiene mutuamente. El video de la canción salió a la luz en YouTube en octubre del 2010.